# أوسكار بيكر (جندي)
أوسكار بيكر (بالألمانية: Oskar Becker) هو جندي ألماني، ولد في 1839 في أوديسا في أوكرانيا، وتوفي في 1868 في الإسكندرية في مصر.